# Daye (Hubei)
Daye (大冶 ; pinyin : Dàyě) est une ville de la province du Hubei en Chine. C'est une ville-district placée sous la juridiction administrative de la ville-préfecture de Huangshi.

## Démographie
La population du district était de 878 886 habitants en 1999.